# Harald Hofmann (Politiker)
Harald Hofmann (* 14. Oktober 1940 in Sankt Johann im Pongau) ist ein ehemaliger österreichischer Politiker der SPÖ, Journalist und Versicherungsangestellter. Hofmann war von 1983 bis 1996 Abgeordneter zum österreichischen Nationalrat.

## Ausbildung und Beruf
Hofmann erlernte nach der Pflichtschule den Beruf des Schriftsetzers und war in der Folge als Schriftsetzer, Metteur und Teletypesetzer in einer Salzburger Druckerei beschäftigt. Von 1967 bis 1971 arbeitete er als Redakteur des „Demokratischen Volksblatts“ (später Salzburger Tagblatt) und wechselte 1971 in die Versicherungsbranche. Er war zunächst von 1971 bis 1975 für die Wiener Allianz tätig und arbeitete danach von 1975 bis 1983 als Bereichsleiter der Gebiete Pongau, Lungau und Pinzgau für die Wiener Städtische Wechselseitige Versicherungsgesellschaft. Parallel blieb Hofmann auch journalistisch tätig und schrieb als freier Journalist für das Salzburger Tagblatt, die „Pongauer Nachrichten“ und den ORF.

## Politik
Hofmann ist seit 1962 Mitglied der SPÖ und engagierte sich als Funktionär und Vertrauensmann der SPÖ in St. Johann und Bischofshofen. Zudem wirkte er als Pressereferent der SPÖ Pongau und war 1967 Mitglied des Bezirksausschusses 1967. Ab 1980 war er zudem Mitglied der SPÖ-Gemeinderatsfraktion von Bischofshofen und wurde in diesem Jahr auch in den Vorstand und zum Schriftführer des Vorstandes der SPÖ Pongau gewählt. Des Weiteren hatte er von 1984 bis 1996 das Amt des Bezirksparteiobmanns im Bezirk Pongau inne und war ab 1989 Landesobmann der Naturfreunde Salzburg. Hofmann vertrat die SPÖ vom 19. Mai 1983 bis zum 14. Jänner 1996 im Nationalrat. Er war Agrarsprecher des SPÖ-Parlamentsklubs.

## Auszeichnungen
- 1992: Großes Silbernes Ehrenzeichen für Verdienste um die Republik Österreich[2]